# Kullings-Skövde landskommun
Kullings-Skövde landskommun var en tidigare kommun i dåvarande Älvsborgs län.

## Administrativ historik
Den bildades som landskommunen Skövde i Skövde socken i Kullings härad i Västergötland när 1862 års kommunalförordningar trädde i kraft.  År 1885 namnändrades kommunens namn till Kullings-Skövde i särskiljande syfte.
24 november 1928 inrättades Vårgårda municipalsamhälle på gränsen till dåvarande Algutstorps landskommun, med en del i vardera kommunen.
Vid kommunreformen 1952 uppgick denna kommun med municipalsamhället i Vårgårda landskommun som 1971 ombildades till Vårgårda kommun.

## Politik

### Mandatfördelning i valen 1938-1946
| 7 | 1 | 8 | 4 |

| 19 |

| 9 | 6 | 5 |

| 20 |

| 7 | 2 | 8 | 3 |

| 18 |